# Palyam

Logo des Palyam

Der Palyam (hebräisch פָּלְיָ״ם als Akronym für פְּלֻגַּת הַיָּם Pluggat haJam, deutsch ‚Meereskompanie‘; Plene: פלוגת הים) war die Marinekompanie des Palmach und Keimzelle der Israelischen Marine. Sie existierte offiziell von Ende 1943 bis März 1948.
Die Hauptaufgabe des Palyam war die Rettung jüdischer Displaced Persons und Holocaust-Überlebender, deren heimliche Einwanderung nach Palästina und die Entwicklung des Kerns der späteren Israelischen Marine. Der Palyam leitete die großen Flüchtlingsschiffe an den Patrouillenschiffen der Briten vorbei zur Küste und organisierte kleine Boote, um die Einwanderer ans Ufer zu bringen. Hier wurden die Einwanderer von anderen Einheiten der Hagana übernommen, in Kibbuzim gebracht und dort vor den Organen der Mandatsmacht versteckt.
Ein weiteres Tätigkeitsgebiet des Palyam war die Sabotage britischer Schiffe und Küsteninfrastruktur, die die heimliche Einwanderung behinderten. Als die britische Mandatsregierung begann, aufgegriffene Flüchtlinge nach Britisch-Zypern oder zurück nach Europa zu deportieren, richteten sich die Sabotageakte des Palyam auch gegen die Deportationsschiffe.
Daneben unterhielt der Palyam eine kleine unabhängige Flotte, die Munition und Ausrüstung nach Palästina brachte.

## Maritime zionistische Vorgeschichte
Gegen Ende 1934 gründete Yermiyahu Halperin die Marineakademie der revisionistischen Jugendorganisation Betar im italienischen Civitavecchia. Von 1934 bis 1938 diente die Sara Primo als Schulschiff. Absolventen der ersten drei Offizierskurse dieser Akademie übernahmen später in der Bildung und Führung des Palyam wichtige Funktionen.
Die Anfänge des Palyam selbst liegen im Jahr 1939, als die Hagana die Alija Bet organisierte. Für das Kommando auf Alijah-Bet-Schiffen wurden unter der Tarnung des Sportverbandes Hapoel Tel Aviv Seeleute ausgebildet.
1940 platzierten Hagana-Mitglieder in Haifa eine Bombe auf dem britischen Truppentransporter Patria, um die Deportation von jüdischen Flüchtlingen aus Palästina zu sabotieren, die zuvor größtenteils auf den Schiffen Milos, Pacific und Atlantic vor der Verfolgung nach Palästina geflüchtet waren. 267 Personen kamen ums Leben. Als die britischen Streitkräfte im Mittelmeerraum Ende 1940 bedrängt waren, wurden jüdische Seeleute in einem anderen Kurs für Kommandounternehmen der Britischen Armee ausgebildet. Bei der ersten Operation Boatswain ging das gesamte Kommando von 23 Seeleuten der Palmach und einem SOE-Offizier verloren.

## Palyam
Ende 1943 wurde in Sdot Jam die Marinegruppe des Palmach gegründet, gegen Kriegsende wurde daraus die 10. Kompanie des Palmach geformt, die offiziell Palyam genannt wurde. Als der Palmach in Bataillonen organisiert wurde, wurde der Palyam in das vierte Bataillon eingegliedert.
Schon zu Kriegsende wurden Schiffe von verschiedenen jüdischen Organisationen aufgekauft und vom Palyam für den Massentransport von Menschen umgebaut. Dazu wurden die Frachträume der Schiffe mit Etagenbetten, Sanitärräumen, Toiletten und Belüftungsanlagen ausgestattet. Parallel wurden die Einwanderer auf die Reise nach und Ankunft in Palästina vorbereitet.
Zwischen August 1945 und Mai 1948 dienten rund 70 Palyamniks als Kommandanten auf Einwandererschiffen des Palyam. In 66 Fahrten wurden über 70.000 Einwanderer nach Palästina gebracht. Die Abfahrthäfen lagen in ganz Europa und Nordafrika verteilt, von Schweden bis Algerien, von der französischen Atlantikküste bis zur rumänischen Schwarzmeerküste. Der Palyam wurde bei diesen Fahrten von zahlreichen Volontären aus USA, Kanada, Italien, Griechenland, Türkei und anderen Ländern unterstützt.
Nur 12 Schiffe konnten die britische Blockade durchbrechen und 2108 Einwanderer ins Land bringen. Die anderen 54 Schiffe mit durchschnittlich tausend Einwanderern pro Schiff wurden von den Briten, teilweise unter Einsatz schwerer Waffen, aufgebracht. Die Einwanderer wurden in Internierungslager gesammelt, zuerst in Atlit, später auf Zypern. Die Einwanderer der Exodus wurden aufgrund der Überfüllung in den britischen Internierungslager sogar nach Deutschland zurückgebracht.
Im Oktober 1945 stieg der Palyam in den bewaffneten Widerstand gegen die Briten ein. Dreizehn Operationen des Palyam sind bekannt:
- Befreiung von 208 jüdischen Einwanderern aus dem Internierungslager Atlit am 10. Oktober 1945
- Sabotage von drei britischen Patrouillenbooten in Haifa und Jaffa am 1. November 1945
- Angriffe auf die Polizeiposten von Giv'at-Olga und Sidni-Ali am 25. November 1945
- Wiederholter Angriff auf den Polizeiposten von Giv'at-Olga am 20. Januar 1946
- Sabotage von drei britischen Landungsfahrzeugen und einem Patrouillenboot am 13. Februar 1946
- Angriff auf die Radarstation in Haifa am 21. Februar 1946
- Angriff auf die mobile Polizei in Kfar Vitkin am 22. Februar 1946
- Sabotage des britischen Deportationsschiffs Empire Haywood am 18. August 1946
- Sabotage des britischen Deportationsschiffs Empire Rival am 22. August 1946
- Sabotage des britischen Deportationsschiffs Ocean Vigor am 3. April 1947
- Erneute Sabotage des britischen Deportationsschiffs Empire Rival am 4. April 1947
- Angriff auf zwei Radarstationen in Haifa am 21. Juli 1947
- Sabotage des britischen Deportationsschiffs Empire Life Guard am 23. Juli 1947

Die Sabotageakte auf Schiffe wurden dabei von einer Sondereinheit des Palyam, der Ha’Chulya, durchgeführt. Indirekt aus dieser Sondereinheit ging 1950 die Schajetet 13 hervor.
Die palästinensischen Angriffe auf jüdische Siedlungen in der Folge des UN-Teilungsbeschlusses vom 29. November 1947 führten zu einer verstärkten Rekrutierung für den Palyam. Es wurden verstärkt Seeleute sowie Sport- und Freizeitkapitäne rekrutiert, zivile Schiffe und Privatyachten wurden mit bescheidenen Mitteln zu Kampfeinheiten umfunktioniert. Der Palyam sah den Küstenschutz als eine seiner Kernaufgaben. Nach schweren Übergriffen von palästinensischen Hafenarbeitern gegen ihre jüdischen Kollegen in Haifa, formierte der Palyam die Pluggat haNemal, eine Schutzgruppe für jüdische Hafenarbeiter. Das Ziel des Palmach war, aus dem Palyam ein eigenständiges Bataillon zu formen. Doch David Ben Gurion als oberster Befehlshaber setzte die Herauslösung des Palmach aus Marineoperationen durch.
Am 17. März 1948 wurde der Naval Service, die Vorgängerorganisation der Israelischen Marine, gegründet. Der Palyam wurde angewiesen, sich in den Naval Service zu integrieren, daher gilt dieses Datum als offizielles Ende des Palyam. Die Umsetzung wurde jedoch durch die Vorbereitung und Durchführung der Operation Nachschon behindert, die vom vierten Bataillon des Palmach und damit auch vom Palyam organisiert wurde. Mehr als die Hälfte des Palyam war direkt in die Operation Nachschon eingebunden. Nach Abschluss dieser Operation erfolgte Zug um Zug die Eingliederung der Palyamniks in die israelische Marine. Die Integration des Palyam wurde offiziell am 23. April 1948 abgeschlossen, als sich die Palyam-Hafenkompanie von Haifa in die Marine integrierte und den neuen Marinestützpunkt der Marine bildete.
Ein Teil der Palyamniks führten ihre bisherigen Aktivitäten wie die Eskortierung von Einwandererschiffen sowie, ab April 1948, die Herbeischaffung von Waffen und Ausrüstung per Schiff weiterhin durch. Sie bezeichneten sich weiterhin als Palyamniks und verstanden sich als der Palyam, bis nach der Israelischen Unabhängigkeitserklärung aus dem Naval Service die Israelische Marine gebildet wurde.
Die Mehrheit der Israelischen Marine bestand aus ehemaligen Palyamniks. Sie stellten auch die meisten Schiffskommandanten der Marine in den 1950er Jahren sowie die große Mehrzahl der Oberbefehlshaber bis weit in die 1970er Jahre.
Heute gibt es jährliche Treffen der ehemaligen Palyam-Mitglieder.